# Havsteinen (Giske)
Havsteinen ist eine Insel im nördlichen Teil des Valderhaugfjord in Norwegen und gehört zur Gemeinde Giske der norwegischen Provinz Møre og Romsdal.
Sie liegt zwischen den deutlich größeren Inseln Godøya im Südwesten, Giske im Nordwesten, Valderøya im Nordosten und der nicht mehr zur Gemeinde Giske gehörenden Insel Hessa im Südosten.
Die felsige Insel hat eine Ausdehnung von Südwest nach Nordosten von etwa 520 Metern bei einer Breite von bis zu ungefähr 350 Metern. Sie erreicht eine Höhe von bis zu 61 Metern, ist karg und nur wenig bewachsen.